# Liste der Kulturdenkmäler in Allendorf/Lahn
Die folgende Liste enthält die in der Denkmaltopographie ausgewiesenen Kulturdenkmäler auf dem Gebiet des Ortsteils Allendorf der  Stadt Gießen, Landkreis Gießen, Hessen.
Hinweis: Die Reihenfolge der Denkmäler in dieser Liste orientiert sich an der Anschrift, alternativ ist sie auch nach der Bezeichnung, der vom Landesamt für Denkmalpflege vergebenen Nummer oder der Bauzeit sortierbar.
Kulturdenkmäler werden fortlaufend im Denkmalverzeichnis des Landes Hessen durch das Landesamt für Denkmalpflege Hessen auf Basis des Hessischen Denkmalschutzgesetzes (HDSchG) geführt. Die Schutzwürdigkeit eines Kulturdenkmals hängt nicht von der Eintragung in das Denkmalverzeichnis des Landes Hessen oder der Veröffentlichung in der Denkmaltopographie ab.

| Bild            | Bezeichnung         | Lage | Beschreibung | Bauzeit                | Objekt-Nr. |
| --------------- | ------------------- | --- | --- | ---------------------- | ---------- |
| Bild gesucht BW | Stollenportal       | Am Kasimir 1 LageFlur: 2, Flurstück: 469                                                                  | | 1911                   | 97718 DDB  |
| weitere Bilder  |                     | Friedhofstraße 2 LageFlur: 1, Flurstück: 102/1                                                            | | Ende 17. Jahrhundert   | 61829 DDB  |
| weitere Bilder  | Evangelische Kirche | Friedhofstraße 3 LageFlur: 1, Flurstück: 2                                                                | Im Kern gotische Saalkirche mit Dachreiter, spitz zulaufende Strebepfeiler, eingezogener polygonaler Chor von 1521 | 13. Jahrhundert/1521   | 61828 DDB  |
| Bild gesucht BW | Gesamtanlage        | Gesamtanlage Dorfkern Lage                                                                                | |                        | 61833 DDB  |
| weitere Bilder  |                     | Hintergasse 2 LageFlur: 1, Flurstück: 14                                                                  | |                        | 61830 DDB  |
| weitere Bilder  | Kleebachbrücke      | Hoppensteinstraße LageFlur: 4, Flurstück: 383/3                                                           | | Anfang 19. Jahrhundert | 61860 DDB  |
| weitere Bilder  |                     | Hüttenbergstraße 1 LageFlur: 1, Flurstück: 71/4                                                           | | Anfang 19. Jahrhundert | 61831 DDB  |
| weitere Bilder  |                     | Hüttenbergstraße 6 LageFlur: 1, Flurstück: 53                                                             | | Anfang 19. Jahrhundert | 61835 DDB  |
| weitere Bilder  |                     | Hüttenbergstraße 13 LageFlur: 1, Flurstück: 63/1                                                          | | 1690                   | 61837 DDB  |
| weitere Bilder  |                     | Hüttenbergstraße 14 LageFlur: 1, Flurstück: 402/1                                                         | | Anfang 19. Jahrhundert | 61838 DDB  |
| weitere Bilder  |                     | Hüttenbergstraße 15 LageFlur: 1, Flurstück: 62                                                            | |                        | 61839 DDB  |
| weitere Bilder  | Rote Schule         | Hüttenbergstraße 23 LageFlur: 1, Flurstück: 359/1                                                         | | 1884                   | 61857 DDB  |
| weitere Bilder  | Weiße Schule        | Hüttenbergstraße 25 LageFlur: 1, Flurstück: 359/1                                                         | | 1908                   | 61858 DDB  |
| weitere Bilder  | Sachteil Tor        | Kleebachstraße 113 LageFlur: 4, Flurstück: 141/3                                                          | | 1796                   | 61859 DDB  |
| weitere Bilder  | Backhaus            | Obergasse 1 LageFlur: 1, Flurstück: 100                                                                   | | 1727                   | 61840 DDB  |
| weitere Bilder  |                     | Obergasse 5 LageFlur: 1, Flurstück: 98/4                                                                  | |                        | 61842 DDB  |
| weitere Bilder  |                     | Obergasse 7 LageFlur: 1, Flurstück: 97/4                                                                  | |                        | 61843 DDB  |
| weitere Bilder  |                     | Obergasse 7A LageFlur: 1, Flurstück: 96                                                                   | | 1895 bis 1905          | 61844 DDB  |
| weitere Bilder  |                     | Obergasse 14 LageFlur: 1, Flurstück: 81                                                                   | |                        | 61845 DDB  |
| weitere Bilder  |                     | Obergasse 15 LageFlur: 1, Flurstück: 90/1                                                                 | |                        | 61846 DDB  |
| weitere Bilder  |                     | Untergasse 1, Hüttenbergstraße 2 LageFlur: 1, Flurstück: 49, 50/2                                         | |                        | 61832 DDB  |
| weitere Bilder  |                     | Untergasse 1+1A LageFlur: 1, Flurstück: 49                                                                | |                        | 61847 DDB  |
| weitere Bilder  |                     | Untergasse 3A LageFlur: 1, Flurstück: 47                                                                  | |                        | 61848 DDB  |
| weitere Bilder  |                     | Untergasse 5 LageFlur: 1, Flurstück: 45/1                                                                 | |                        | 61849 DDB  |
| weitere Bilder  |                     | Untergasse 6 LageFlur: 1, Flurstück: 19/10                                                                | Teil der Gesamtanlage Dorfkern                                                                                     | Ende 17. Jahrhundert   | 963589     |
| weitere Bilder  |                     | Untergasse 8 LageFlur: 1, Flurstück: 20                                                                   | |                        | 61851 DDB  |
| weitere Bilder  |                     | Untergasse 9 LageFlur: 1, Flurstück: 41                                                                   | Teil der Gesamtanlage Dorfkern                                                                                     |                        | 963547     |
| Bild gesucht BW |                     | Untergasse 11A, Untergasse 15, Untergasse 17, Untergasse 22 LageFlur: 1, Flurstück: 27, 37, 38, 40/1, 516 | Nördliche und südliche Scheunenzeile der Untergasse.                                                               |                        | 61855 DDB  |
| weitere Bilder  |                     | Untergasse 12 LageFlur: 1, Flurstück: 22/1                                                                | |                        | 61853 DDB  |
| weitere Bilder  |                     | Untergasse 20 LageFlur: 1, Flurstück: 26                                                                  | Teil der Gesamtanlage Dorfkern                                                                                     |                        | 890352     |